# Connac
Connac (okzitanisch Colnac) ist eine französische Gemeinde mit 101 Einwohnern (Stand 1. Januar 2022) im Département Aveyron in der Region Okzitanien (vor 2016 Midi-Pyrénées). Sie gehört zum Arrondissement Millau (bis 2017 Rodez) und zum Kanton Monts du Réquistanais. Die Einwohner werden Connacois genannt.

## Geographie
Connac liegt rund 38 Kilometer ostnordöstlich von Albi und etwa 40 Kilometer südlich von Rodez. Der Tarn begrenzt die Gemeinde im Süden. Nachbargemeinden sind Réquista im Norden und Westen, Lestrade-et-Thouels im Norden und Nordosten, Brousse-le-Château im Osten und Südosten, Montclar im Süden und Südosten sowie Brasc im Süden und Südwesten.

## Bevölkerungsentwicklung
| Jahr                       | 1962 | 1968 | 1975 | 1982 | 1990 | 1999 | 2006 | 2013 |
| Einwohner                  | 226  | 196  | 145  | 148  | 106  | 122  | 116  | 111  |
| Quellen: Cassini und INSEE |      |      |      |      |      |      |      |      |

## Sehenswürdigkeiten
- Kirche Saint-Pierre
- Kapelle aus dem 9. Jahrhundert